# Antonio Padoa-Schioppa
Antonio Padoa-Schioppa (Vienna, 23 agosto 1937) è un giurista e storico italiano.

## Biografia
Ha trascorso infanzia e giovinezza a Sori (Genova), Milano e Trieste.
Dopo essersi laureato in giurisprudenza all'Università di Pavia nel 1961 come alunno del Collegio Ghislieri, dal 1971 ha insegnato nello stesso Ateneo e dal 1980 al 2007 è stato professore ordinario (dal 2008 professore emerito) di Storia del diritto medievale e moderno nell'Università degli Studi di Milano, dove è stato anche preside della Facoltà di Giurisprudenza dal 1983 al 1999.
Nell'ottobre 2007 è andato in pensione ed ha lasciato l'insegnamento attivo.
Il suo insegnamento scientifico si basa prevalentemente sullo studio della storia della giustizia civile e penale medievale e moderna, del diritto canonico medievale, del diritto commerciale moderno, in una prospettiva storica europea; sulle riforme degli studi universitari e post-universitari di diritto; e sui profili costituzionali dell'Unione europea.
È il fratello maggiore dello scomparso economista Tommaso Padoa-Schioppa e figlio di Fabio Padoa-Schioppa.

## Riconoscimenti e titoli
Incarichi
- Archivista di Stato a Pavia (1963-1964), poi Assistente ordinario e libero docente presso l'Università di Milano (1964-1970)
- Professore ordinario (dal 1971 al 1979) e Preside (1978-1979) della Facoltà di Giurisprudenza dell'Università di Pavia
- Professore ordinario (dal 1980 al 2007) e Preside (dal 1983 al 1999) della Facoltà di Giurisprudenza della Università degli Studi di Milano
- Professore emerito presso l'Università di Milano dal 2008
- Presidente della Conferenza dei Presidi delle Facoltà di Giurisprudenza (1995-99)
- Presidente della Fondazione Confalonieri dal 1983 al 2007
- Membro del Comitato consultivo del Max-Planck-Institut für europäische Rechtsgeschichte di Francoforte sul Meno (1990-97).
- Membro del Consiglio direttivo del Centro italiano di studi sull'alto medioevo (dal 1987).
- Professeur associé presso la Faculté de Droit di Montpellier (1978)
- Professeur invité presso la Faculté de Droit delle Università di Paris II e Paris V (1998-2002)
- Dal 1997 al 1999 membro delle Commissioni Ministeriali per le Scuole forensi e per i nuovi Decreti universitari d'area.
- Dal 1997 presidente dell'Associazione “Milano Biblioteca del 2000”
- Dal 1997 al 2002 e dal 2004 al 2007 presidente dell'Istituto Lombardo Accademia di Scienze e Lettere.
- Dal 2000 al 2002 presidente Commissione Garanti Progetti di ricerca di interesse nazionale
- Dal 2002 al 2007 direttore della Scuola per le professioni legali, Università di Milano.
- Dr. honoris causa in giurisprudenza nell'Università di Paris II (Panthéon-Assas), 2000, e Montpellier, 2010
- Dal 2003 al 2017 presidente della Fondazione "Biblioteca europea di informazione e cultura"
- Dal 2004 al 2010 presidente del Centro Studi sul Federalismo di Torino
- Dal 2008 al 2010 presidente della Società Italiana di Storia del Diritto
- Associé étranger, Institut de France, Académie des Inscriptions et Belles Lettres

## Opere
- Ricerche sull'appello nel diritto intermedio, 2 voll., Milano 1967-70, Giuffrè Editore, vol. I pp. 292; vol. II pp. 259
- Saggi di storia del diritto commerciale, Milano 1992, LED Edizioni, pp. 262.
- La giuria penale in Francia dai "philosophes" alla Costituente, Milano 1994, LED Edizioni, pp. 189
- Il diritto nella storia d'Europa, Il medioevo, parte prima, Padova 2005, 2ª ed., CEDAM, pp. 387
- Italia ed Europa nella storia del diritto, Bologna 2003, Il Mulino, pp. 622
- Storia del diritto in Europa dal medioevo all'età contemporanea, Bologna 2007; 2ª ed. 2016, Il Mulino, pp. 835;  trad. Inglese, A History of Law in Europe, Cambridge University Press 2017, pp. 808
- Verso la federazione europea? Tappe e svolte di un lungo cammino, Bologna 2014, Il Mulino, pp. 539
- Ri-formare il giurista, un percorso incompiuto, Torino 2014, Giappichelli, pp. 320
- Giustizia medievale italiana, dal Regnum ai Comuni, Spoleto 2015, Cisam, pp. 480
- Studi sul diritto canonico medievale, Spoleto 2017, Cisam, pp. 322
- Perché l'Europa, Dialogo con un giovane elettore, Milano 2018, Ledizioni, pp. 187
- Destini incrociati, Europa e crisi globali, Bologna 2024, Il Mulino, pp. 202
- Diritto medievale, Sei studi, Spoleto 2024, Edizioni Cisam, pp. 219
- (Ed.), The Trial Jury in England, France, Germany 1700-1900, Berlin 1987, Duncker & Humblot, pp. 305
- (Ed.), Legislation and Justice, edited by Antonio Padoa-Schioppa, Oxford 1997, pp. XXIII-432  = Justice et législation, Paris 2000, P.U.F.
- (Ed.), Avvocati e avvocatura nell'Italia dell'Ottocento, a cura di A. Padoa-Schioppa, Bologna 2009, pp. 830
- (Ed.), La Biblioteca europea di Milano, vicende e traguardi di un Progetto, a cura di A. Padoa-Schioppa, Milano 2014, Skira, pp. 206

Oltre ai volumi qui elencati esiste una bibliografia estesa degli articoli pubblicati su giornali e periodici specializzati.